# Tomasz Rehm
Tomasz Rehm (ur. 21 kwietnia 1752 w Katzenthal we Francji; zm. 11 sierpnia 1794 w Rochefort) – błogosławiony Kościoła katolickiego, francuski dominikanin, duchowny katolicki, męczennik.

## Życiorys
W wieku 20 lat wstąpił do zakonu dominikanów.
W 1791 r. odmówił złożenia przysięgi na konstytucję cywilną kleru. W 1793 r. został uwięziony w Nancy, a następnie wysłany do Rochefort. Od maja do sierpnia 1794 r. był więziony na starym okręcie Deux-Associés. Zmarł 11 sierpnia z powodu złego traktowania i warunków, w jakich był przetrzymywany.
Został beatyfikowany 1 października 1995 r. przez Jana Pawła II w grupie męczenników z La Rochelle.